# Jean-Baptiste Guélard
Jean-Baptiste Guélard (geboren 1719; gestorben 1755) war ein Kupferstecher und Radierer, auch Maler, tätig in Paris 1733—1748.

## Leben
Guélard stach nach Huet, z. B. die bizarre Folge: „Singeries ou différentes actions de la Vie Humaine représentées par des Singes“, 12 Blatt, 1741/42, eine 2. Folge gleichen Namens mit Widmung an Delorme, premier garçon et délivreur de la Ménagerie de Versailles, ebenfalls 12 Blatt, 1741, ferner „Trophées de chasse en six pièces“ 1741; nach Oudry: Ananas in einem Gefäß von 1733 (das Original Oudrys: Supraporte in der Bibliothek der Marie Antoinette in Versailles), eine Landschaft, ferner Hund, der nach einer Wildente schnappt (Original im Mus. in Nantes); nach Pieter van Bloemen Landschaften u. a.; 
1743 erscheint Guélard auch als Verleger einer Folge „Description abregée des Principaux Arts et Métiers et des Instrumens .. A Paris chez Guélard ...“, 118 Bl., ein technisches Werk, an dem er auch als Vorzeichner und Stecher mit tätig war. 
Als Stecher ist er auch an de la Joue's „Livre Nouveau de Douze Morceaux de Fantaisie“ und an desselben „Livre d'Architecture, paisage et perspective“, à Paris chez Huquere, beteiligt. 
Wohl am bekanntesten das vorzügliche Karikaturporträt (1743) des Nicolas Bolureau, doyen des maitres peintres et doreurs de l'Académie de Saint Luc, nach dem Gemälde des J. J. Spoëdde im Museum in Orléans (Abb. d. Stiches Gaz. d. B.-Arts, 1910 II 289); und das Porträt des Alain René Le Sage, das Guélard selbst gemalt und auch gestochen hat (1735). Nach Brouard stach Guélard mehrere Schlachtenpläne, z. B. die Schlacht bei Fontenoy (1745). 1887 befand sich in Privatbesitz in Lüttich das Porträt einer jungen Dame in Morgentoilette, signiert „J. B. Guélard 1725“; es werden damals mehrere Porträts seiner Hand dort erwähnt, so dass man einen längeren Aufenthalt Guélard's in Lüttich vermutet. 
Basan gibt fälschlich das Geburtsjahr 1719 und den Vornamen Antoine, Angaben, die in die älteren Künstlerlexika übergegangen sind, die den Künstler meist in einen J. und einen B. Guélard spalten.
Jean-Baptiste Guélard hat verschiedene geographische Karten für das Werk von Jean-Baptiste Du Halde, Description de la Chine et de la Tartarie chinoisegestochen. Eine Vielzahl der Provinzkarten entstammen seiner Feder bzw. seinem Stichel.

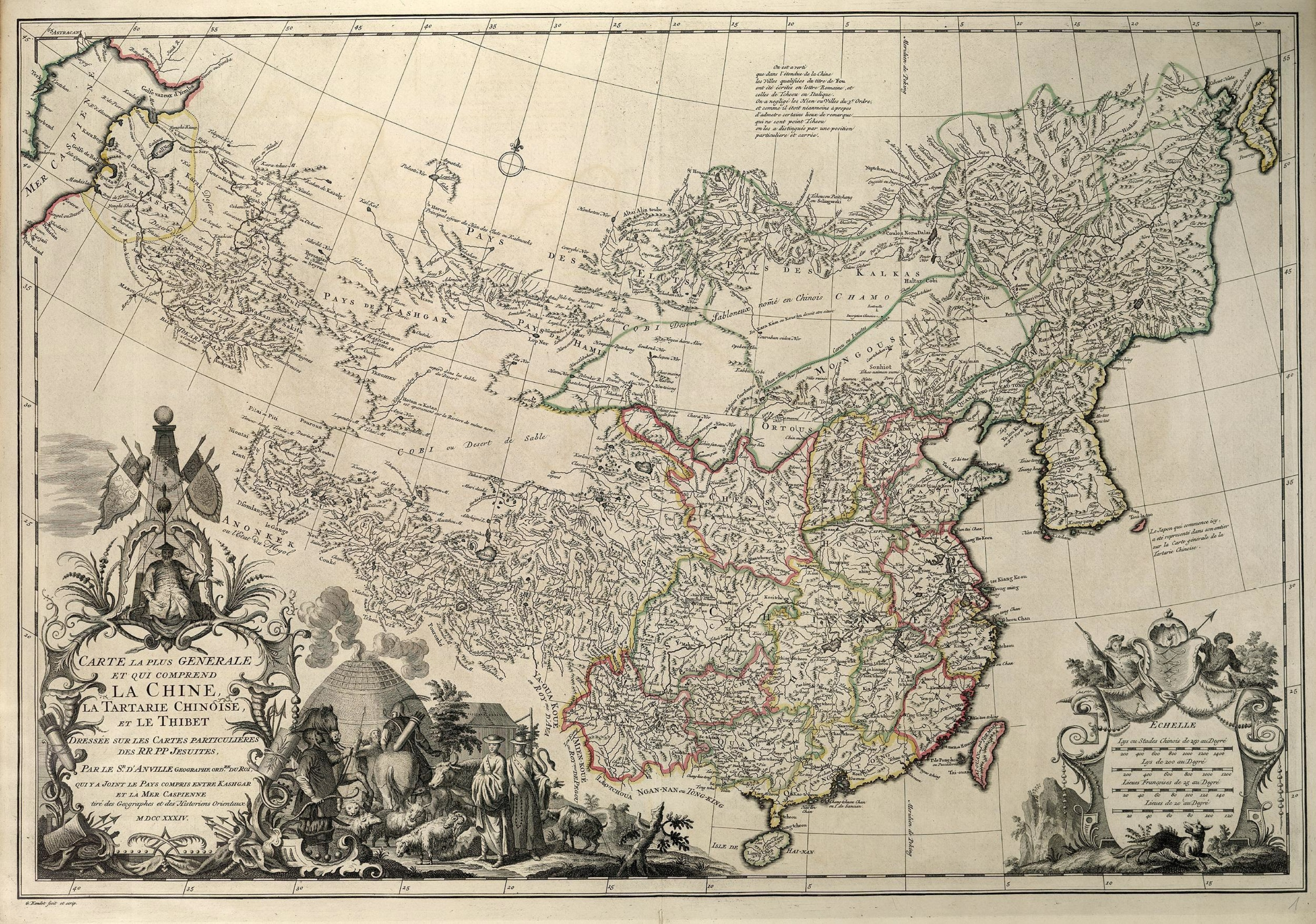
Description de la Chine et de la Tartarie chinoise, Band 1 vor der Würdigung "Au Roi", 1735, Die allgemeinste Karte, die China, Chinesisch-Tartarien und Tibet umfasst (Delahaye sculpsit. Geogr. / Guélard Sculp.)
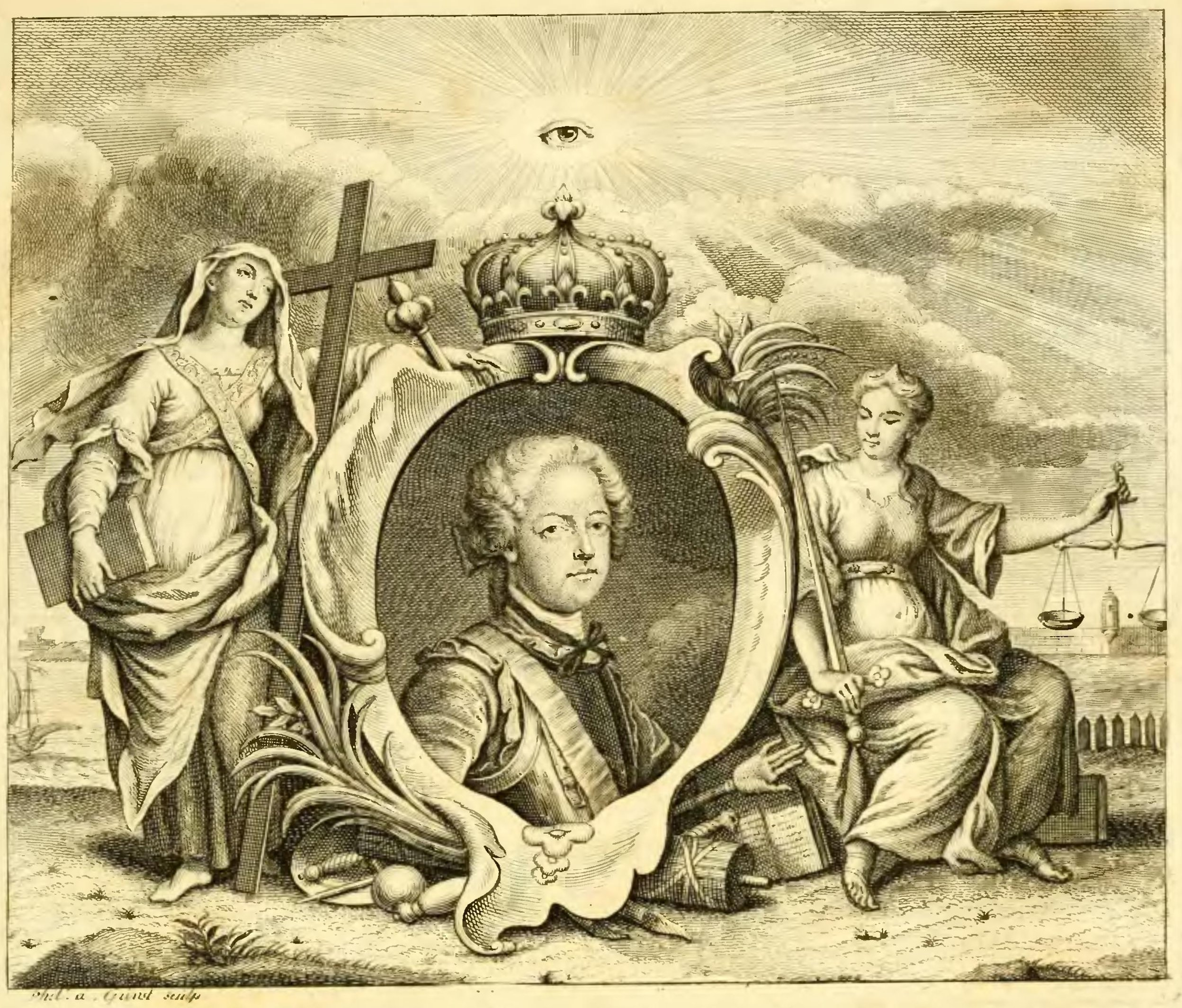
Description de la Chine et de la Tartarie chinoise, Band 1 Seite 202, 1735, Idealistisches Porträt des jungen Königs von Frankreich am Anfang der Widmung an den König (Antoine Humblot in. / Guélard  Sculp.)
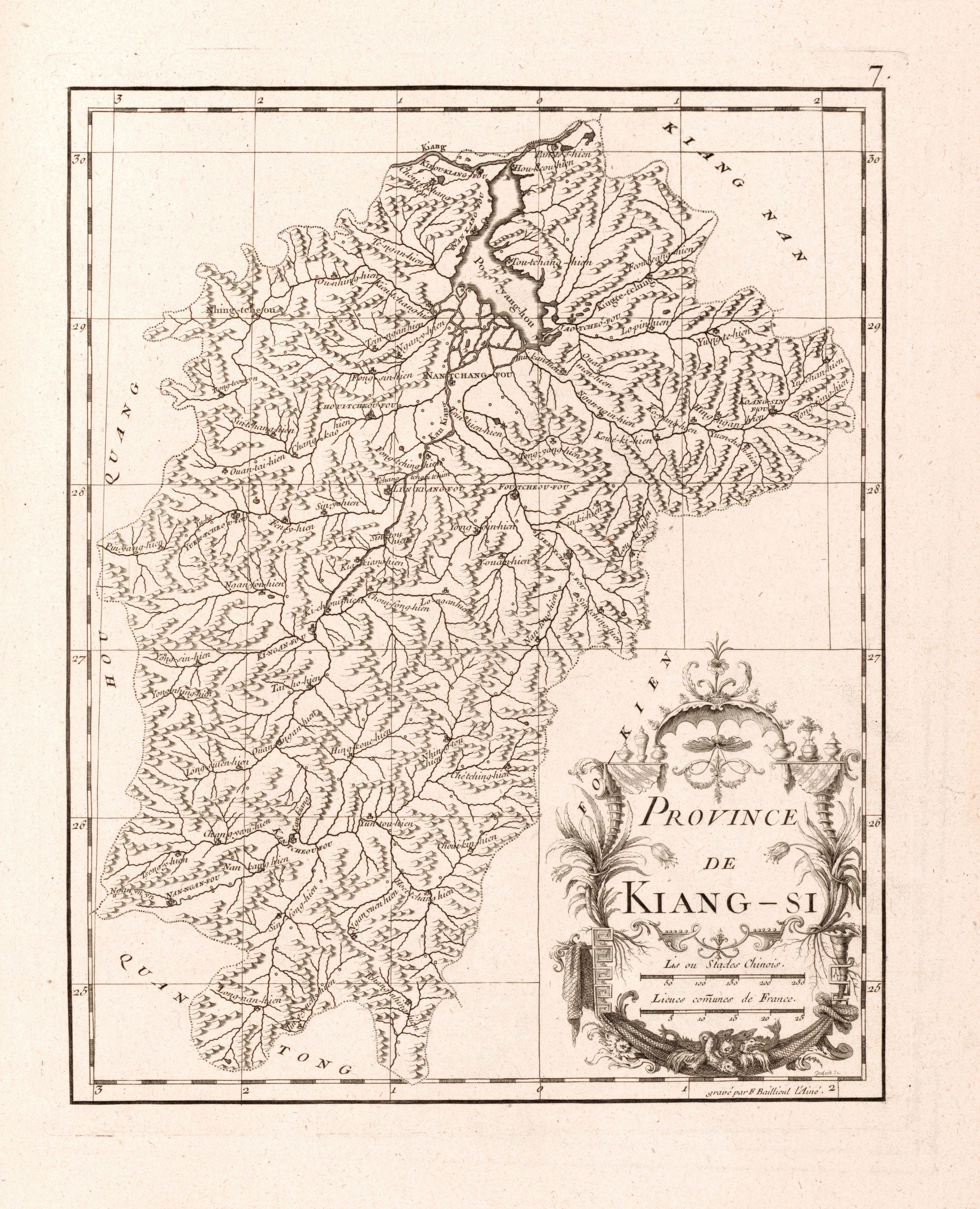
Description de la Chine et de la Tartarie chinoise, Band 1 Seite 140, 1735, Provinz Kiang-Si (gravé par F. Baillieul l'ainé; Guélard Sc.)
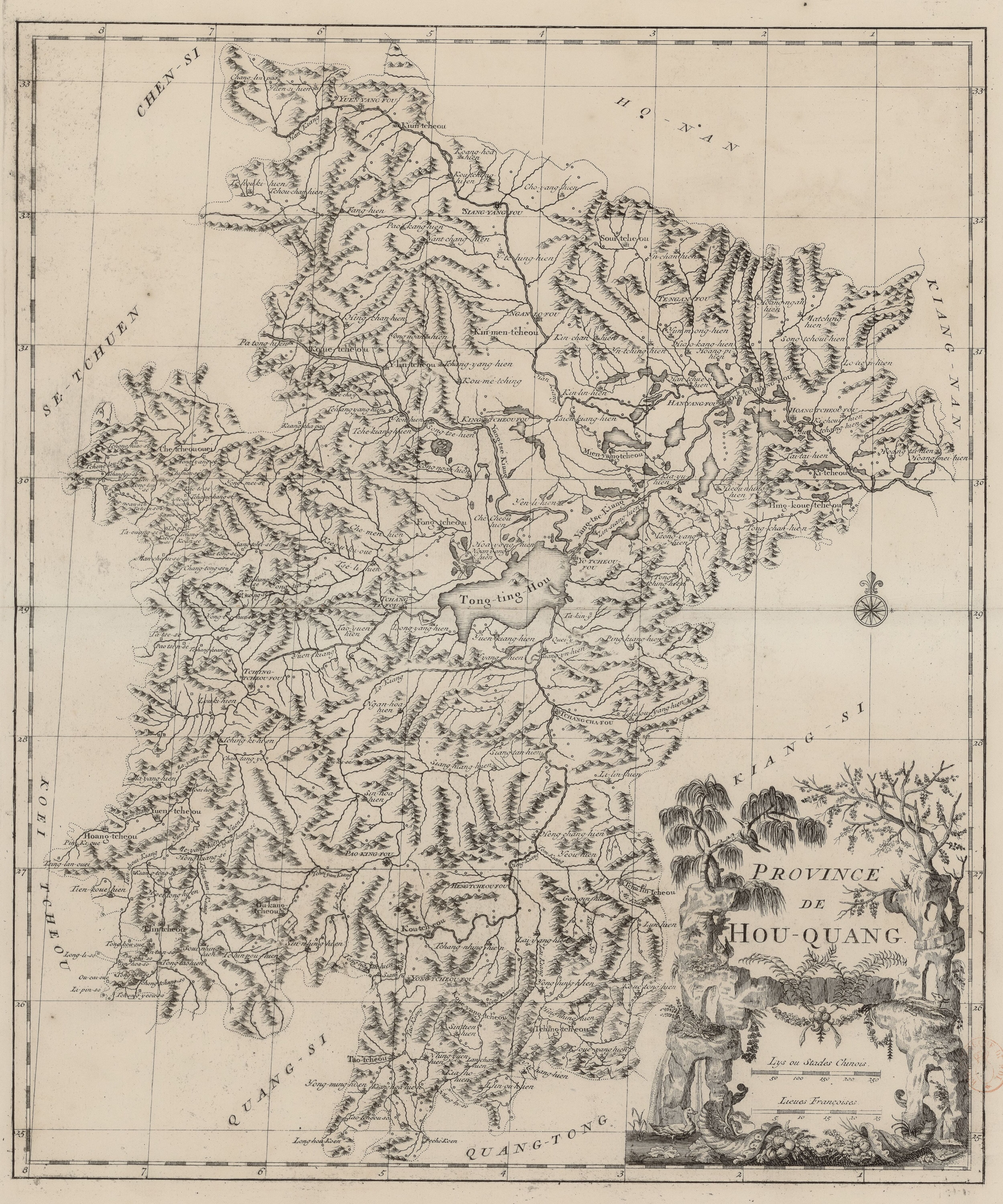
Description de la Chine et de la Tartarie chinoise, Band 1 Seite 182, 1735, Provinz Hou-Quang (gravé par F. Baillieul l'ainé ; Guélard fecit)